# Assumpta Serna
Assumpta Serna, nom artístic d'Assumpta Rodés i Serna (Barcelona, 16 de setembre del 1957), és una actriu, professora d'interpretació i autora catalana. Ha format part de l'Acadèmia del Cinema Europeu i l'Acadèmia de Hollywood.

## Biografia
Filla d'una família preocupada per la formació en ciències i lletres, estudià tres anys de Dret i es llicencià en Art Dramàtic a l'Institut del Teatre de Barcelona (1976).
Començà la seva carrera en el teatre, en companyies independents i, posteriorment, en la companyia Dagoll Dagom. Debutà professionalment amb Bodas que fueron famosas del Pingajo y la Fandanga, en el Grec-78. També actuà a Antaviana (1978). Ha participat en pel·lícules de diversos països, com L'orgia (primera pel·lícula, 1978), Matador, Yo, la peor de todas fent de la religiosa mexicana Juana Inés de la Cruz, Nostradamus, The Craft, Orquídia salvatge, en diversos episodis de la sèrie d'aventures per a la televisió Sharpe i Henry VIII, documental per a la BBC. El 2006 va aparèixer a la sèrie de televisió Aquí no hay quien viva. També ha escrit dos llibres sobre tècniques d'interpretació, El trabajo del actor en el cine, publicat en castellà i en portuguès, i Monólogos en V.O., i ha estat presidenta de l'AISGE, (Actores e Intérpretes - Sociedad de Gestión de España). Juntament amb Scott Cleverdon ha dut a terme diversos tallers d'interpretació i direcció cinematogràfica. Des del 2000 té una escola de formació cinematogràfica, First Team, amb seu a Madrid.
El 2017 va estrenar les pel·lícules Red de libertad, He matado a mi marido i Bernarda, i l'obra teatral Concierto para un olmo.
És autora d'un guió cinematogràfic inèdit, Boris I, rei d'Andorra, i el 2002 va escriure i dirigir un curt-metratge El silencio de la voz.
Parla anglès, català, castellà, francès, italià i portuguès.

## Reconeixements
Al juny de 2019 l'Acadèmia del Cinema Català nomenà Assumpta Serna acadèmica d'honor.

## Filmografia
- L'orgia (1978), de Francesc Bellmunt
- El crimen de Cuenca (1979), de Pilar Miró
- Salut i força al canut (1979), de Francesc Bellmunt
- Pepi, Luci, Bom y otras chicas del montón (1980), de Pedro Almodóvar
- Patrimonio Nacional (1981), de Luis García Berlanga
- Vecinos (1981), d'Alberto Bermejo
- Dolces hores (Dulces horas) (1982), de Carlos Saura
- La revolta dels ocells (1982), de Josep Lluís Comeron
- Coto de caza (1983), de Jordi Grau
- El jardín secreto (1984), de Carlos Suárez
- Matador (1986), de Pedro Almodóvar
- Crónica sentimental en rojo (1986), de Francesc Rovira i Beleta
- Lola (1986), de Bigas Luna
- La veritat oculta (1987), de Carles Benpar
- Qui t'estima, Babel (1988), d'Ignasi P. Ferré
- Falcon Crest (1989), participació en diversos episodis d'aquesta sèrie televisiva
- Orquídia salvatge (Wild Orchid, 1990), de Zalman King
- Yo, la peor de todas (1990), de María Luisa Bemberg
- L'home de neó (1991), d'Albert Abril
- Havanera 1820 (1992), d'Antoni Verdaguer
- El maestro de esgrima (1992), de Pedro Olea
- Nostradamus (1994), de Roger Christian
- Chain of Desire (1993)
- Les cent et une nuits de Simon Cinéma (1995), d'Agnès Varda
- Tot verí (1996), de Xavier Ribera
- Joves i bruixes (1996), d'Andrew Fleming
- Subjúdice (1998), de Josep Maria Forn
- Pourquoi pas moi? (1999), de Stéphane Giusti
- Germanes de sang (2001), telefilm de Jesús Garay
- Henry VIII (2003), telefilm de Pete Travis
- Aquí no hay quien viva (2005-2006), aparició en tretze episodis d'aquesta sèrie de televisió
- El Crac (2014) interpreta a Kiti Fullola.